# Brachychilus
Brachychilus is een kevergeslacht uit de familie van de boktorren (Cerambycidae). De wetenschappelijke naam van het geslacht werd voor het eerst geldig gepubliceerd in 1851 door Blanchard in Gay.

## Soorten
Brachychilus omvat de volgende soorten:
- Brachychilus chevrolatii Thomson, 1868
- Brachychilus lituratus Blanchard, 1851
- Brachychilus scutellaris Blanchard, 1851
- Brachychilus wagenknechti Cerda, 1954